# Michael Herr
Michael David Herr (Lexington, Kentucky, 13 de abril de 1940-Condado de Delaware, Nueva York, 24 de junio de 2016) fue un escritor, guionista y corresponsal de guerra estadounidense. Es conocido por su libro Despachos de guerra y por haber participado en los guiones de películas como Apocalypse now (junto al director, Francis Ford Coppola) o Full Metal Jacket (junto al director, Stanley Kubrick, y Gustav Hasford).

## Biografía
Aunque nació en el estado de Kentucky, enseguida su familia se trasladó a Nueva York para dedicarse al negocio de la joyería. 
Michael comenzó a trabajar como corresponsal de guerra con Esquire, revista para la que colaboró como cronista destacado en diversos frentes de la guerra de Vietnam entre 1967 y 1969. En 1977 publicó su primera recopilación de las crónicas periodísticas, Despachos de guerra, que pronto alcanzó notable éxito tanto entre los lectores habituales como entre críticos y autores como John le Carré. Sus relatos convencieron también a destacados cineastas que vieron en Herr un referente para los guiones de algunas de las películas bélicas del conflicto en Vietnam: es el caso de Coppola en Apocalypse now, donde Herr fue autor del guion de la voz en off de Martin Sheen en su papel de capitán Willard; también trabajó con Stanley Kubrick en Full Metal Jacket. Fruto de esta estrecha relación profesional, Herr publicó Kubrick, una semblanza de la compleja personalidad de Kubrick. Tras regresar definitivamente de Vietnam, y aquejado de un profundo estrés postraumático por las experiencias vividas en el frente, fue abandonado su actividad como escritor y paulatinamente se fue aislando de su entorno social.
Como corresponsal de guerra se le reconoce como uno de los creadores del moderno periodismo bélico. Integrándose en la vida cotidiana y las complicadas misiones a pie de los soldados, se propuso narrar verazmente el horror de la guerra valiéndose para ello de sus excepcionales dotes en el manejo del lenguaje. Pasaba así a engrosar la lista de insignes integrantes del llamado nuevo periodismo como Truman Capote o Tom Wolfe.

## Obras publicadas
- Despachos de guerra. Barcelona: Anagrama; 1980. ISBN 978-84-339-1225-1. Un clásico sobre la guerra de Vietnam.
- Kubrick. Barcelona: Anagrama; 2001. ISBN 978-84-339-2546-6. Una mirada personal sobre el director estadounidense, basada en parte en un artículo previamente publicado en Vanity Fair por encargo del cineasta.
- The big room: forty-eight portraits from the golden age (1987) (con Guy Peellaert) ISBN 0-671-63028-8. Semblanzas de diversas personalidades de Hollywood, como Judy Garland, Howard Hughes, Marilyn Monroe, Elvis Presley, Frank Sinatra o Walter Winchell (en inglés).
- Walter Winchell: a novel (1990) ISBN 0-679-73393-0. Biografía del periodista Walter Winchell (en inglés).[4]

## Premios y distinciones
Premios Óscar
| Año  | Categoría            | Película          | Resultado |
| ---- | -------------------- | ----------------- | --------- |
| 1988 | Mejor guion adaptado | Full Metal Jacket | Nominado  |